# U-28
L'U-28 fu un sommergibile U-Boot Tipo VII A della Marina da guerra tedesca, attivo durante la seconda guerra mondiale. Condusse sette missioni di pattugliamento tra il 19 agosto 1939 e il 15 novembre 1940, sotto il comando del capitano Günter Kuhnke, affondando tredici navi per un totale di 56.272 tonnellate lorde. L'U-28 divenne poi una nave d'addestramento per le nuove leve, fu affondato in una collisione nel marzo 1944 e fu infine radiato nell'agosto 1944.

## Storia operativa
L'U-28 venne ordinato dalla Kriegsmarine il 1º aprile 1935, come parte del Piano Z che violava il trattato di Versailles. Impostato il 2 dicembre 1935 nei cantieri AG Weser di Brema, venne varato il 14 luglio 1936 e commissionato alla Kriegsmarine come terzo sottomarino di tipo VII A (il primo fu l'U-33) il 12 settembre; entrò in servizio sotto il comando del capitano di corvetta Wilhelm Ambrosius.

### Primo pattugliamento
Il primo pattugliamento dell'U-28 ebbe luogo dal 19 agosto al 29 settembre 1939. Il 14 settembre, mentre navigava intorno alla foce del canale di San Giorgio, l'U-28 affondò un mercantile da 5.000 tonnellate di nazionalità britannica.

### Secondo pattugliamento
Il secondo pattugliamento ebbe luogo dall'8 novembre al 12 dicembre 1939. La missione prevedeva di posare delle mine vicino alla città portuale di Swansea. Sulla rotta per Bristol, l'U-28 affondò due navi: la nave cisterna olandese da 5.000 tonnellate MV Sliedrecht e la nave da carico britannica da 5.100 tonnellate SS Royston Grange. L'U-28 posò quindi le sue mine e tornò in Germania. Il campo minato affondò il mercantile SS 'Protesilaus' da 9.600 tonnellate 60 giorni dopo la sua posa.

### Terzo pattugliamento
La terza sortita dell'U-28 ebbe luogo dal 18 febbraio al 25 marzo 1940; gli fu ordinato di posare mine al largo della base navale britannica presso Portsmouth. Sul campo minato così posato furono affondate due navi per un totale di 11.200 tonnellate.

### Quarto pattugliamento
Ebbe luogo dall'8 giugno al 7 luglio 1940. L'U-28 fu inviato al largo delle coste sud occidentali dell'Irlanda dove riportò l'affondamento di tre navi per un totale di 10.300 tonnellate. Il governo irlandese chiese una spiegazione alla Germania per l'affondamento della nave greca neutrale Adamandios Georgandis, il cui carico comprendeva grano per il consumo esclusivo dell'Irlanda; la nave stava navigando da Rosario a Cork quando fu silurata e affondò a sud-ovest delle coste irlandesi.

### Quinto pattugliamento
Avvenne dall'11 agosto al 17 settembre 1940. Ad agosto affondò due navi per 5.500 tonnellate. Nell'oscurità della prima mattina dell'11 settembre, l'U-28 attaccò il convoglio e rivendicò due grandi mercantili (13.000 tonnellate ciascuno) affondati e causò danni a una nave cisterna da 10.000 tonnellate. Tuttavia, durante l'analisi del dopoguerra, gli fu solo accreditato l'affondamento di un mercantile olandese da 2.000 tonnellate e il danneggiameno di un mercantile britannico da 4.700 tonnellate; il che, combinato con i suoi affondamenti precedenti, portò il suo totale a quattro navi per 9.945 tonnellate.

### Sesto pattugliamento
La sesta e ultima missione di guerra dell'U-28 prevedeva il rientro alla base navale di Wilhelmshaven in Germania partendo da Lorient in Francia; a causa del mare mosso e del maltempo, l'U-28 affondò solo mezza nave per 2.694 tonnellate, in quanto anche l'U-31 condivise il credito per l'affondamento della SS Matina. Il 15 novembre 1940 l'U-28 tornò in Germania e fu consegnato al comando di addestramento.

### Affondamento
L'U-28 affondò per incidente il 17 marzo 1944, al molo della base di Neustadt in Holstein. Durante un'esercitazione, il battello passò sotto un mercantile fittizio utilizzato per la pratica del bersaglio. Il comandante in addestramento non riuscì a notare la posizione del mercantile fermo e la torre di collegamento dell'imbarcazione fu strappata via. L'acqua inondò la sala di controllo, ma gli altri scomparti rimasero intatti. L'equipaggio fuggì equalizzando lentamente la pressione dell'acqua nella barca e nuotando in superficie. Il sommergibile fu riportato a galla nel marzo del 1944, ma fu radiato dal servizio il 4 agosto seguente. L'equipaggio del sommergibile non subì perdite durante la sua carriera.

## Wolfsrudeltaktik
Il Wolfsrudeltaktik, in italiano "branco di lupi", era una tattica di guerra sottomarina adottata dai sommergibili tedeschi. L'U-28 prese parte alla missione denominata Prien (dal nome dell'Ufficiale tedesco Günther Prien che guidò la missione a bordo dell'U-47), dal 12 al 17 giugno 1940, presso le coste a sud dell'Irlanda. Insieme ad altri sei U-Boot (U-25, U-30, U-32, U-38, U-47 e U-51) attaccò il convoglio HX 47 proveniente da Halifax e diretto a Liverpool, senza però affondare nessuna nave.

## Navi attaccate
L'U-28 affondò e danneggiò quindici navi per un totale di 66.336 tonnellate.
| Data              | Nome                  | Nazionalità | Tipologia                 | Tonnellaggio | Esito                   |
| ----------------- | --------------------- | ----------- | ------------------------- | ------------ | ----------------------- |
| 14 settembre 1939 | Vancouver City        | Regno Unito | Mercantile                | 4.955 t      | Affondata               |
| 17 Novembre 1939  | Sliedrecht            | Paesi Bassi | Nave cisterna             | 5.133 t      | Affondata               |
| 25 Novembre 1939  | Royston Grange        | Regno Unito | Mercantile                | 5.144 t      | Affondata               |
| 21 Gennaio 1940   | Protesilaus           | Regno unito | Mercantile                | 9.577 t      | Danneggiata da una mina |
| 9 Marzo 1940      | P. Margoronis         | Grecia      | Mercantile                | 4.979 t      | Affondata               |
| 11 Marzo 1940     | Eulota                | Paesi Bassi | Nave cisterna             | 6.236 t      | Affondata               |
| 18 Giugno 1940    | Samartia              | Finlandia   | Mercantile                | 2.417 t      | Affondata               |
| 19 Giugno 1940    | Adamandios Georgandis | Grecia      | Mercantile                | 3.443 t      | Affondata               |
| 21 Giugno 1940    | HMS Cape Howe         | Regno Unito | Nave di servizio speciale | 4.443 t      | Affondata               |
| 27 Agosto 1940    | Eva                   | Norvegia    | Mercantile                | 1.599 t      | Affondata               |
| 28 Agosto 1940    | Kyno                  | Regno Unito | Mercantile                | 3.946 t      | Affondata               |
| 9 Settembre 1940  | Mardinian             | Regno Unito | Mercantile                | 2.431 t      | Affondata               |
| 11 Settembre 1940 | Harpenden             | Regno Unito | Mercantile                | 4.678 t      | Danneggiata             |
| 11 Settembre 1940 | Maas                  | Paesi Bassi | Mercantile                | 1.966 t      | Affondata               |
| 26 Ottobre 1940   | Matina                | Regno Unito | Mercantile                | 5.389 t      | Danneggiata             |